# 梦鬼
梦鬼，是中国传说的妖怪，古人认为恶梦是鬼和妖作祟，记载于《周礼 春官》通常都會入侵生人的夢境,在入侵生人的睡夢中时,会使他們夢到自己死前的狀況,或是希望他們幫自己完成遺願。本身有生理心理上的原因,殷人卜辞中记载了不少鬼梦。《周礼》中的“噩梦”、“惧梦”相当一部分也可能属于鬼梦、妖梦等。甲骨文中也有王梦鬼、多鬼梦、多鬼等。

## 参看
中国妖怪列表
魅魔
反枕
睡魔